# Дранка (будівництво)

Попередня оббивка гладкої дощатої поверхні дранкою для кращої адгезії глини (штукатурки), Вінницька область

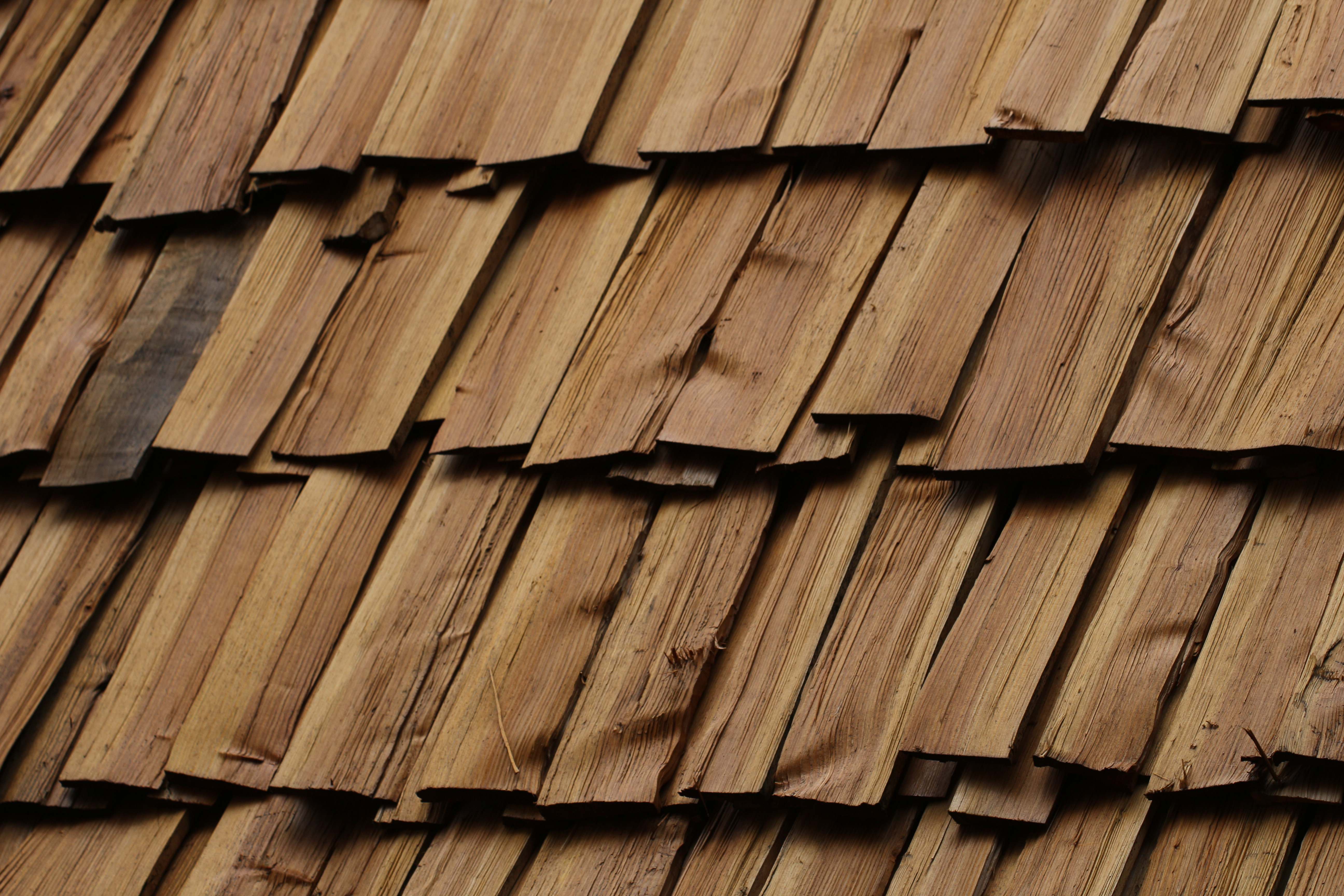
Дах, покритий дранкою. Замок Геделон, Йонна, Франція

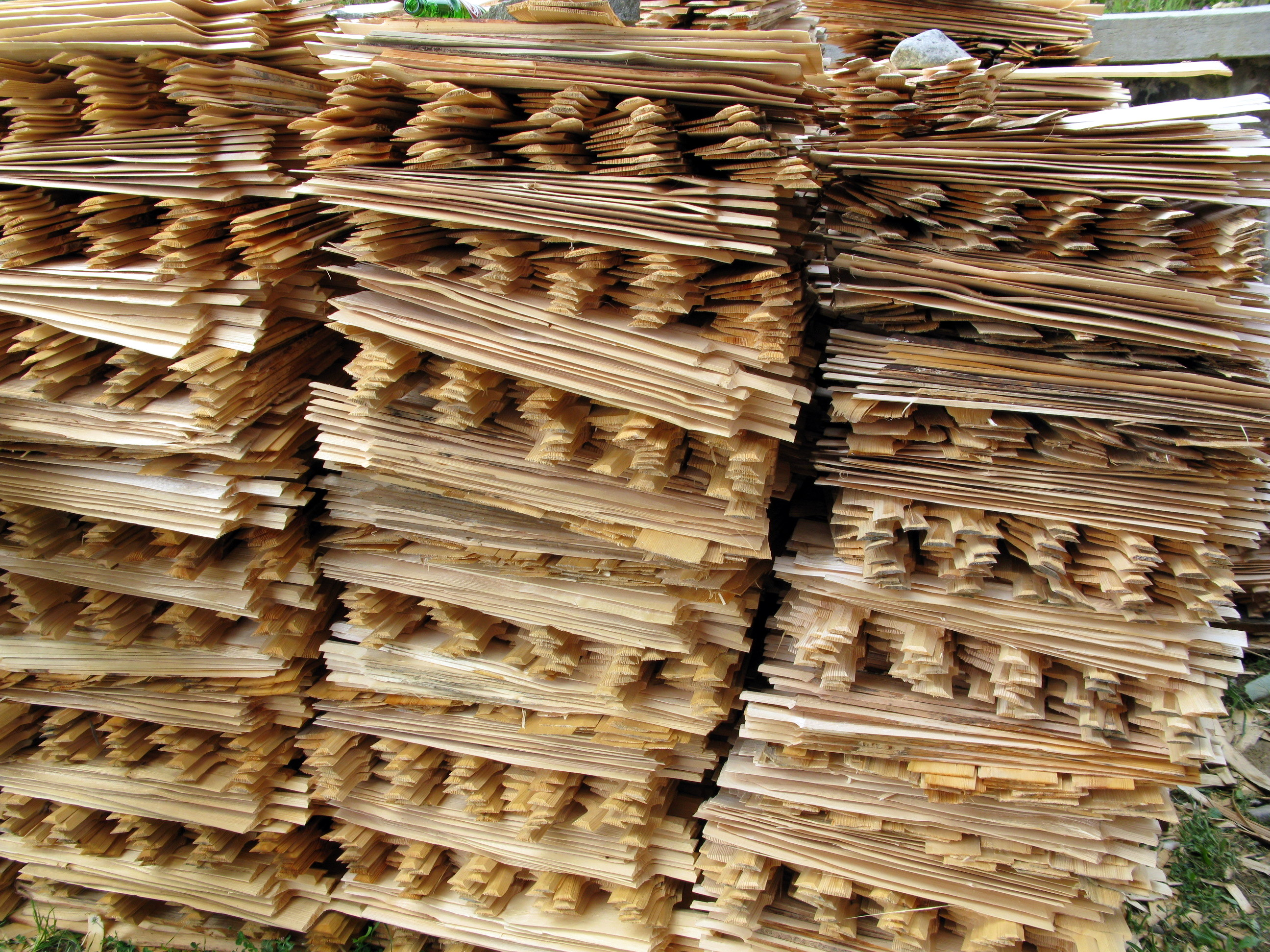
Дранка в штабелі. Мармарощина, Румунія

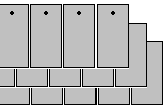
Кріплення драниць

Дра́нка, дрань, діал. дра́ни́ці (однина — дра́ни́ця, драни́чина) — збірне поняття «тоненькі дощечки для оббивання стін і стелі під штукатурку, для покриття дахів і т. ін.».

## Дранка покрівельна
Довжина дранки для покрівлі становить від 40 см до 1 м. Дранка для покрівлі менших розмірів іноді називається «тріскою» — калькою з рос. щепа, не засвідченому в подібному значенні українськими словниками. Словник СУМ-11 фіксує (ілюструє назву цитатами з популярних творів у середині XX ст.) й термін скі́па.
По суті, дранка для покрівлі — спрощена версія ґонту,[джерело?] вона не має клиноподібного паза. Виготовляють дранку колоттям («дранням») дерев'яних цурок до 1 м довжиною. Для цієї мети використовують спеціальні інструменти: ніж з ресори, металевий клин з держаком. Колоди повинні бути добре висушеними: з вологістю не меншою, ніж 18 % — інакше готовий матеріал потріскається. Треба обирати стовбури без сучків — після висихання вони випадають і залишають діри. Для дранки використовують частіше за все сосну, ялину, осику, вільху.
На Гуцульщині дранка для покрівлі різного розміру мала окремі назви[джерело?]:
- Посіжняк (від «сажень») — довжиною 1500—2500 см і більше, шириною 8–16 см і товщиною 1,3–1,5 см;
- У щир (чи просто «дранка», «драниця») — довжиною 80-100 см, шириною 7–15 см, товщиною 1,2–1,3 см;
- Румунка — довжиною 60-70 см, шириною 7–14 см, товщиною 1,2–1,3 см[9].

Кріплять дранку на дах у шаховому порядку в 2–5 шарів, з напустком як по горизонталі, так і по вертикалі.

### За різними словниками та енциклопедіями
- Давньоруська мова успадкувала з праслов'янської назви різних побутових речей з дерева, виготовлення яких не вимагало спеціальної підготовки. До таких слів відноситься слово драниця. Це слово фіксує Висоцький Сергій Олександрович в Древнерусские надписи Софии Киевской, XII, табл. 38: «въдала… въ драниць семьсътъ гривьнъ».[11]

- Тлумачний словник живої великоруської мови (один з найбільших словників російської мови укладений В. І. Далем у 1863 році) не вказує, що драниця в російській мові є діалектною назвою. Словник містить лексику письмової і усної мови XIX століття, термінологію і фразеологію різних професій і ремесел. Словник не нормативний, у ньому практично відсутня стилістична характеристика лексики (тільки поміти діалектизмів місцевого вживання). Більш того, цей словник визначає як розмовне дранку (не драницю).[12]

- Електронна версія «Великої української енциклопедії» (Державна наукова установа «Енциклопедичне видавництво» за участі Інституту програмних систем НАН України) подає слово Дранка «драниця, дрань — покрівельний матеріал у вигляді тонких довгих дощок».[13]

- Словник-довідник «Історія української мови» згадує слово драниця як таке, що увійшло до румунської мови (рум. draniţă) як лексичне запозичення українського походження.[14]

- Лесюк Микола Петрович відносить слово дранка до лексики, яка перебуває на маргінесі української літературної мови.[15]

- Слово драниця увійшло до румунської мови (рум. draniţă) як лексичне запозичення українського походження.[14][16]

- Науково-популярне видання «Короткий словник маловживаних слів Коломиї та прилеглих сіл», в якому представлено близько 2000 лексем, які вживалися в період з ХІХ століття до кінця першої половини ХХ століття й частково побутують і сьогодні на теренах Коломийщини. Словник описує так слова: «Драниця, -і, дранка, — тонкі смужки хвойної породи, позбивані квадратами навхрест, які використовують для замащування глиною стелі; полатана сорочка».[17]

- «Драниці — тонкі дощечки для покрівлі будинків; дранка — зношена сорочка».[18]

- Словник української мови в 11 томах пояснює драниця, драниці як діалектне, якому відповідає категорія дранка, а дранку відображує з двома значеннями: збірне ДРАНКА1 в двох (теж в двох) значеннях «Тоненькі дощечки для оббивання стін і стелі під штукатурку, для покриття дахів і таке інше» та «Кожна з таких дощечок», і як розмовне ДРАНКА2 «драний, протертий, зношений одяг, постіль і так далі».

- 20-томний «Словник української мови» так само подає основним значенням дранка[19], а драниця — діалектним[20].

## Штукатурна дранка
- Штукатурна дранка — рейки, які використовують для обрешітки дерев'яних стін перед тинькуванням — щоб ліпше тримався розчин[1]. Сировиною для виробництва слугують деревні відходи: обаполи, обрізки фанери. У такій дранці допускаються зрощені з деревиною сучки (діаметром до 10 мм) і також отвори від випалих сучків. Бруски розпилюють або розколюють уздовж волокон на спеціальній машині. Товщина дранки 2…3 мм, ширина — 15…20 мм, довжина 70…100 см. Форма реалізації штукатурної дранки — або в зв'язках по 100 шт. або у вигляді ґрат, покладених у пакети по 10 м² у кожному[21].